# Costa Rica en los Juegos Olímpicos de Pekín 2008
Costa Rica estuvo representada en los Juegos Olímpicos de Pekín 2008 por un total de 8 deportistas, 6 hombres y 2 mujeres, que compitieron en 4 deportes.
El portador de la bandera en la ceremonia de apertura fue el atleta Allan Segura. El equipo olímpico costarricense  no obtuvo ninguna medalla en estos Juegos.